# Замок Саундерсон
Замок Саундерсон (англ. Castle Saunderson) — один із замків Ірландії, розташований в графстві Каван, біля селища Белтербет. Замок довгий час був резиденцією аристократичної родини Саундерсон. Маєток навколо замку Саундерсон має площу 102 акри. На території маєтку крім замку є старовинна церква і давнє кладовище. Замок стоїть на кордоні між республікою Ірландія та Північною Ірландією, що належить Великій Британії. Доступ туристів на територію маєтку є з обох боків кордону.

## Історія замку Саундерсон
Замок Саундерсон був побудований в XIV столітті, можливо раніше — XIV століттям датуються перші згадки про цей замок. У той час замок був побудований і належав ірландському клану О'Рейллі з ірландського королівства Східне Брейфне. Замок в ті часи називався замком Бреффні. На початку XVII Ірландія була повністю завойована Англією. Впало і королівство Східне Брейфне. Землі і замок був дарований англійським колоністам з родини Саундерсон. Родина Саундерсон походить з міста Дургам, що в північній Англії. Була ще одна гілка аристократичної родини Саундерсон з Лінкольнширу (Англія). Саундерсони — англійська гілка — володіли титулами графів Кастлтон, віконтів Кастлтон. Ірландські гілки родини Саундерсон крім гілки з графства Каван включали в себе гілку переселенців в графство Корк. Саундерсони з Корку володіли титулами віконтів Кастлтон, баронів Саундерсон. Саундерсони суттєво перебудували замок. У 1641 році спалахнуло повстання за незалежність Ірландії. Ці землі і замок знову захопив ірландський клан О'Рейллі і утримував його до 1653 року. Потім замок знову захопила англійська армія, у замку був англійський гарнізон, потім в замок повернулася родина Саундерсон. Замок був суттєво перебудований в 1840 році. Відомою людиною з аристократичної родини Саундерсон з замку Саундерсон був Едвард Саундерсон (1837—1906) — один із засновників Юніоністської партії, член парламенту Великої Британії, член Ордену Оранжистів Ольстера.
Родина Саундерсон володіла замком до 1977 року, коли капітан Олександр Саундерсон продав замок. Людина, яка купила замок, планувала використати його як резиденцію, але це так і лишилося в планах. Замок переробили під готель, але в замку сталася пожежа і замок був суттєво пошкоджений.
У 1997 році замок і землю навколо нього придбала Організація скаутів Ірландії (CSI). Але організація мала фінансові труднощі, тому замок так і не був відреставрований. У 2008 році уряд Ірландії, Фонд американської ради графства Каван оголосив початок проекту на відновлення замку Каван, зібрали понад € 3 млн. Майкл Гіґґінс — президент Ірландії організував фінансування на суму більше € 3,7 млн для відновлення замку Саундерсон. До проекту приєднався уряд Північної Ірландії в особі Джонатана Белла, Нельсона МакКосланда, Дженіфер МакКанн. До проекту також приєднався державний міністр республіки Ірландія Фергус О'Дауд.